# Coltello da innesto

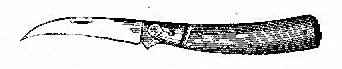
Coltello da innesto, incisione tedesca del 1855 (Pomologische Monatshefte)

Il coltello da innesto è un attrezzo, del tutto simile a un normale coltello, che viene utilizzato in agricoltura e in giardinaggio per procedere, come dice il nome, all'innesto di un vegetale. Esso ha la forma di un piccolo coltello a lama sottile e molto tagliente. La sua lama consente l'incisione dei rami o dei tronchi del portinnesto con un taglio netto che non "strappi" il tessuto vegetale, permettendo così l'inserimento e l'adesione dell'innesto. 

## Simbolismo
Nel calendario rivoluzionario francese, il coltello da innesto (Greffoir) fu il nome attribuito al trentesimo giorno del mese germinale..